# The Millionaire (film 1917)
The Millionaire è un film muto del 1917 diretto da Arvid E. Gillstrom con Oliver Hardy e Billy West.